# 康乐县
康乐县是中华人民共和国甘肃省临夏回族自治州下辖的一个县。

## 历史
宋熙宁六年（1073年）四月，王韶渡排河击败木征修筑康乐城（今道家村）、刘家川堡（今古城村）。五月，诏名康乐城为康乐寨，刘家川堡为当川堡，并隶河州。明代设有康乐里，属狄道州。民国21年（1932年）6月10日，设洮西设治局（治所丰台堡）；1933年改为康乐设治局（治所新集堡）；1940年设康乐县，厘定为五等县，隶属甘肃省第一行政督察专员公署。
2016年8月26日下午，康樂縣景古镇阿姑山村老爷湾社發生家庭慘劇，村民楊改蘭先用斧子把自己的4个兒女（三女一子，大女儿就读于幼儿园）砍死，然後自己喝农药自殺，女子的丈夫李克英几天后跑到山林中也服毒自杀，全家共有6人死亡，这个四世同堂的八口之家只剩下52岁的杨满堂（杨改兰父亲）和70岁的杨兰芳（杨改兰奶奶）两人。有關方面给予康乐县政府副县长马永忠党内警告处分，给予景古镇党委书记白仲明、镇长吕强党内严重警告处分，给予景古镇副镇长陈广健留党察看一年处分，建议行政撤职；给予阿姑山村支书李进军及村主任魏公辉留党察看一年处分，撤销或建议罢免各自职务。

## 地理
康乐位于甘肃的中南部，临夏的南部，海拔2000米，黄土高原和青藏高原之间的过渡地带。
气候上康乐属低温带半湿润区，四季分明，年平均气温为6℃。

## 行政区划
康乐县下辖5个镇、10个乡：
附城镇、苏集镇、胭脂镇、景古镇、莲麓镇、康丰乡、虎关乡、流川乡、白王乡、八松乡、鸣鹿乡、八丹乡、上湾乡、草滩乡和五户乡。
康乐经济主要以农业为主，出产蚕豆、油菜和林木等。

## 旅游
康乐县东北部的莲花山，莲花山海拔3578米，集险、秀、美、奇、灵于一体，因形似莲花而驰名。